# Auditorio y pabellón de ampliación de oficinas Rafael del Pino
El auditorio y pabellón de ampliación de oficinas Rafael del Pino es un edificio de carácter administrativo y cultural vinculado a las actividades de la Fundación Rafael del Pino. Está ubicado en el Paseo de la Castellana de Madrid junto al Palacete de Eduardo Adchoch, sede original de la fundación. El edificio fue concebido por el estudio de arquitectura de Rafael de La-Hoz Castanys, terminándose de construir en 2007.

## Historia
El edificio original de la ubicación era el Palacete de Eduardo Adchoch y su jardín, construido en 1906 por el arquitecto José López Sallaberry.  Tras pasar por varios propietarios, en 1999 volvió a sus herederos, quienes lo vendieron a la empresa Ferrovial de Rafael del Pino, siendo utilizado desde entonces como sede de la fundación.
Rafael de la Hoz Castanys recibe el encargo de restaurar el edificio original y de ampliar la sede en un edificio nuevo en el espacio del jardín.

## Descripción de la obra

### Concepción arquitectónica
El concepto arquitectónico principal del edificio consiste en la construcción de un jardín habitable: “La estrategia del proyecto no es una sustitución -edificio por jardín- sino una transformación jardín habitable por jardín”. El concepto puede reconocerse en el patrón geométrico de los pilares de la fachada que evocan las formas arbóreas, concepto que describen como “árboles sustentantes”
Sobre la geometría más azarosa de la estructura vertical se superponen los espacios interiores y la horizontalidad del edificio, efecto buscado por el propio arquitecto: “Las dos visiones universales siempre presentes de Razón e intuición, Naturaleza y artificio, Geometría y azar.”
El edificio contiene en planta baja las dependencias de acceso y auditorio. Las plantas superiores son libres y actualmente se encuentran alquiladas como oficinas a empresas. Cuenta también con dos plantas de aparcamiento. La distribución diáfana de las plantas de oficinas y del auditorio obligan a salvar luces importantes sin pilares intermedios, concentrándose la estructura hacia el exterior.
El edificio también es remarcable por la integración de la iluminación natural y espacios diáfanos en una parcela de reducidas dimensiones, con edificios vecinos altos y con retranqueos de parcela. Esto se consigue en los espacios de la planta de acceso al no estar enterrados por completo y en plantas superiores, en la fachada de orientación norte, mediante un retranqueo sucesivo de las plantas en altura, que terminan por conformar su característica fachada curva.

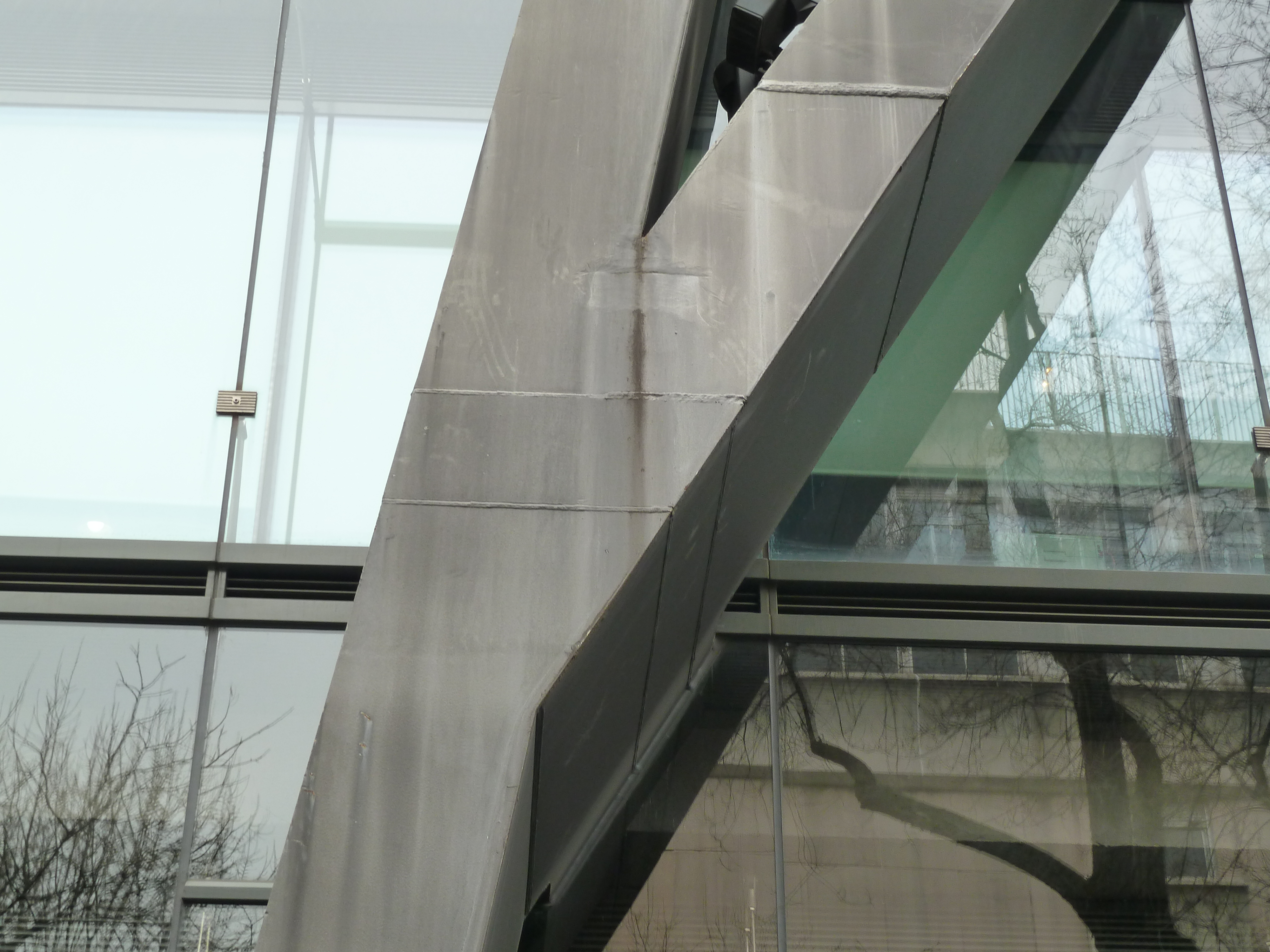
Soporte de acero conformado con chapas soldadas

### Estructura
La estructura vertical está conformada por soportes de chapas armadas de acero dispuestos en las fachadas longitudinales. La peculiaridad de esta parte de la estructura reside en su geometría, de inspiración arbórea, que es interpretada como una red irregular de soportes inclinados que se subdividen y entrecruzan más a medida que se asciende en altura.
Los pilares salvan una altura aproximada de 18,6 m, tienen una sección rectangular de 0,45x1,35m y son los únicos elementos que sustentan las zonas de oficinas y auditorio, no existiendo pilares intermedios y permitiendo dejar las plantas libres al interior.
Los pilares reciben una importante carga de una manera muy excéntrica (al estar inclinados) que es trasladada hasta cimentación gracias a equilibrarse con los pilares colindantes, con los que se acodalan. El resultado es que cada fachada se comporta como una celosía diagonalizada entre la que se reparten las cargas y actúa de arriostramiento en su plano.
Los forjados se conectan a los pilares mediante unas ménsulas metálicas que estos tienen por el interior. Los forjados salvan una luz aproximada de 10m en la luz corta sobre el auditorio. El sistema estructural elegido para los forjados es el de losas postesadas.

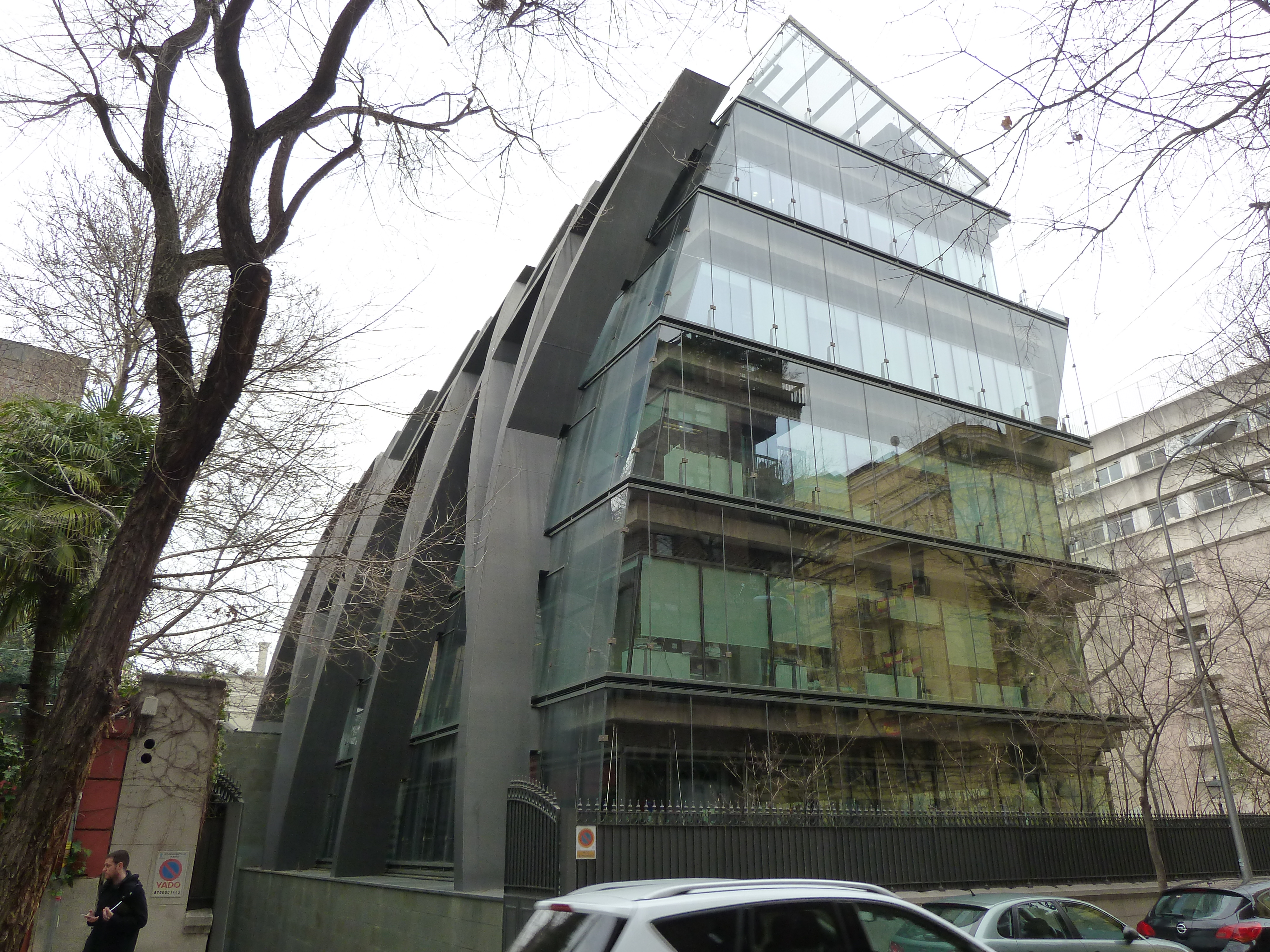
Fachada posterior y testero del edificio de ampliación de la Fundación Rafael del Pino